# Brunette Downs
Brunette Downs är en flygplats i Australien. Den ligger i kommunen Barkly och territoriet Northern Territory, omkring 880 kilometer sydost om territoriets huvudstad Darwin. Brunette Downs ligger 211 meter över havet.
Trakten runt Brunette Downs är nära nog obefolkad, med mindre än två invånare per kvadratkilometer.. Det finns inga samhällen i närheten.
Trakten runt Brunette Downs består i huvudsak av gräsmarker. Genomsnittlig årsnederbörd är 523 millimeter. Den regnigaste månaden är februari, med i genomsnitt 178 mm nederbörd, och den torraste är juni, med 1 mm nederbörd.